# Maria Teresa Lucemburská
Maria Teresa, lucemburská velkovévodkyně (roz. Maria Teresa Mestre y Batista-Falla; * 22. březen 1956, Havana, Kuba) je manželkou lucemburského velkovévody Henriho.

## Životopis
Maria Teresa se narodila v Havaně na Kubě, v době kubánské revoluce ale zemi s rodiči opustila. Rodina se usadila v New Yorku, kde budoucí velkovévodkyně také studovala. Později žila v Santanderu a Ženevě, kde se také seznámila se svým manželem. V roce 1980 dokončila na Ženevské univerzitě studium politologie.
V té době se Maria Teresa začala zajímat také sociální a lidské problémy. Tak pokračovala v rodinné tradici; její prarodiče se na Kubě věnovali filantropii a rozvoji kultury. Během studií v Ženevě patřila Maria Teresa mezi skupinu mladých lidí, kteří se starali o staré lidi. Učila tam také děti.
Protože je rodilá Kubánka, jejím mateřským jazykem je španělština. Díky studiu na francouzském lyceu se naučila také francouzsky, později se naučila anglicky, německy a italsky. Po svatbě se naučila také lucembursky.

### Manželství a děti
Maria Teresa Mestre si 14. února 1981 vzala lucemburského prince Henriho, který se později stal velkovévodou. Společně mají pět dětí:
- 1. Guillaume (* 11. 11. 1981 Lucemburk), dědičný lucemburský velkovévoda
  - ⚭ 2012 hraběnka Stéphanie de Lannoy (* 18. 2. 1984 Ronse)
- 2. Félix (* 3. 6. 1984 Lucemburk)
  - ⚭ 2013 Claire Margareta Lademacher (* 21. 3. 1985 Filderstadt)
- 3. Louis (* 3. 8. 1986 Lucemburk)
  - ⚭ 2006 Tessy Antony (* 28. 10. 1985 Lucemburk), rozvedli se v roce 2019
- 4. Alexandra (* 16. 2. 1991 Lucemburk)
- 5. Sébastien (* 16. 4. 1992 Lucemburk)